# Una parigina in provincia
Una parigina in provincia (Ces dames aux chapeaux verts) è un film del 1937 diretto da Maurice Cloche.

## Trama
Arlette, giovane parigina rimasta orfana, viene accolta e ospitata a casa delle cugine. Queste sono quattro anziane zitelle, la primogenita delle quali ha tra l'altro un un brutto carattere, dispotico e autoritario. Emerge subito il contrasto tra la mentalità senza pregiudizi della giovane e il conservatorismo delle quattro "signorine", dando vita ad una serie di equivoci divertenti, ma la giovane sa adeguarsi all'ambiente e accattivarsi l'affetto delle cugine, soprattutto di Marie. Questa, la minore delle quattro sorelle, aveva visto sfumare le proposte di un pretendente, ma Arlette rimette i due in contatto e riesce a farli unire in matrimonio. Dal canto loro, le altre tre si danno da fare per dare in sposa la parigina a un giovane e ricco possidente del luogo.

## Produzione
Il film è l'adattamento cinematografico di un romanzo di grande successo, rieditato più volte, scritto da Germaine Acremant e tradotto in 25 lingue. Nelle intenzioni dell'autrice il libro doveva essere una satira della vita nella provincia francese, ma col tempo è diventato un classico della narrativa d'evasione (al quale hanno fatto seguito una trentina di altri titoli) e ha venduto un milione e mezzo di copie. L'autrice, assieme a suo marito Albert Acremant, ne produsse anche un copione per il teatro.
Il film è ambientato nel comune di Saint-Omer, città natale dell'autrice del romanzo, nel Nord della Francia al confine con il Belgio. 